# محرك دوار مفتوح
 

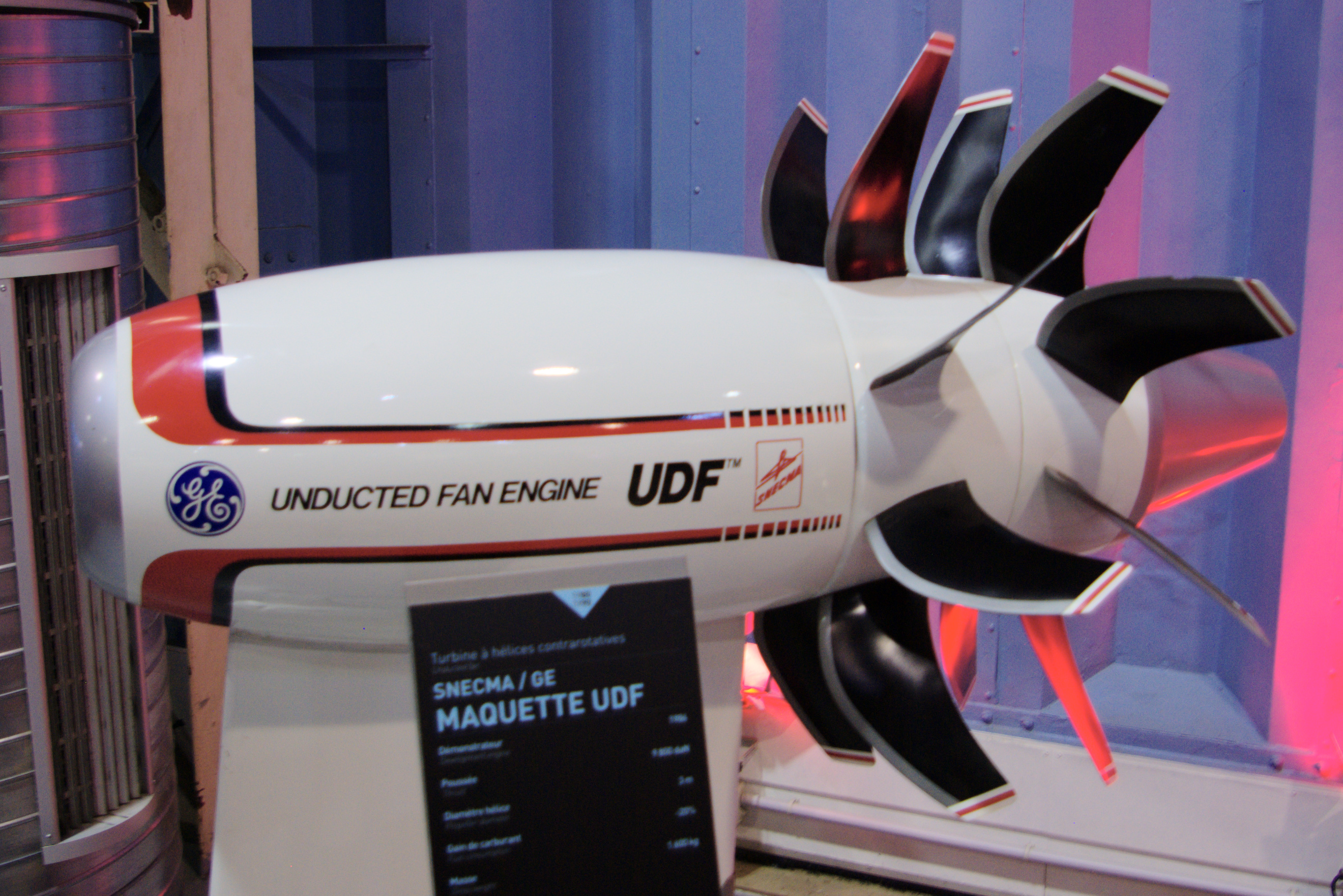
نموذج بالحجم الطبيعي لمحرك من طراز "جي إي36" في متحف الطيران والمساحة في سافران

بروبفان (propfan)، الذي يُطلق عليه أيضًا اسم المحرك الدوار المفتوح (open rotor engine)، أو المروحة غير المغطاة (unducted fan) (على عكس المروحة الأنبوبية)، هو نوع من محركات الطائرات يرتبط من حيث المفهوم بكل من المحرك التوربيني ومحرك المروحة التوربينية، ولكنه يختلف عن كليهما. يهدف التصميم إلى توفير سرعة وأداء المحرك التوربيني المروحي، مع الاقتصاد في استهلاك الوقود لمحرك توربيني. عادةً ما يتم تصميم البروبفان مع عدد كبير من الشفرات القصيرة شديدة الالتواء، على غرار ضاغط تجاوز المروحة التوربينية (المروحة نفسها). لهذا السبب، تم وصف البروبفان بشكل مختلف على أنه «مروحة غير مغطاة» (UDF) أو «مروحة مروحية فائقة الالتفافية (UHB).»

## تعريف

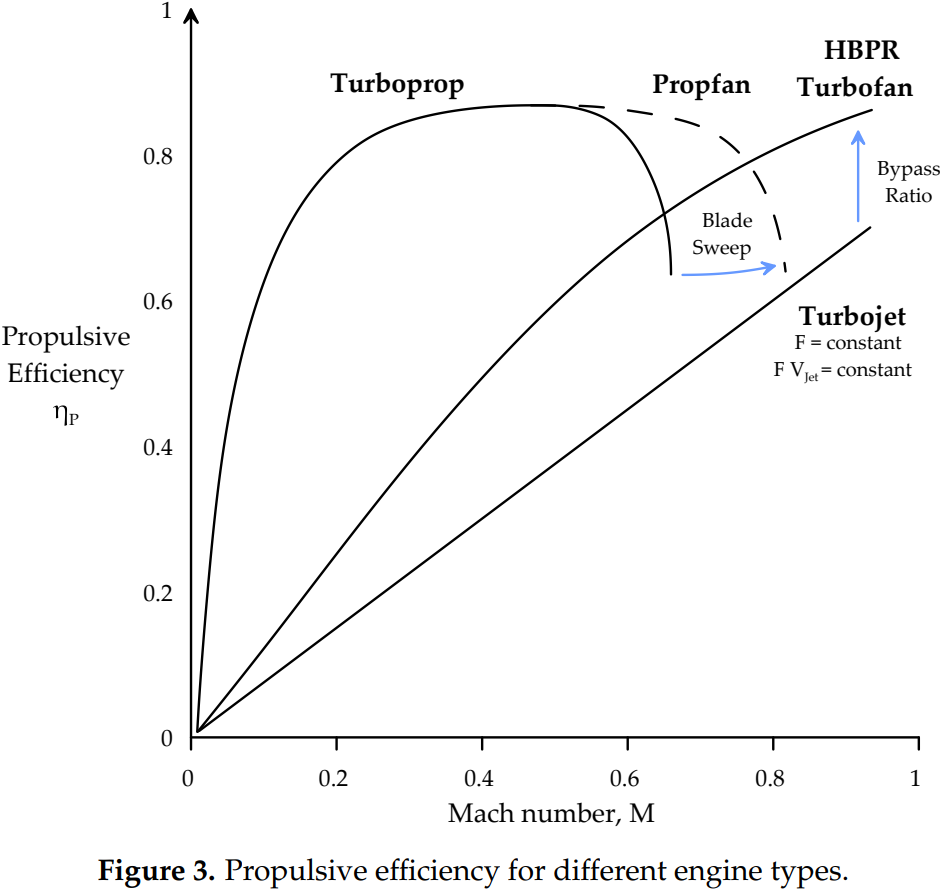
مقارنة كفاءة الدفع لمختلف تكوينات محركات التوربينات الغازية

في سبعينيات القرن الماضي، وصفت هاميلتون ستاندرد محرك البروبفان الخاص بها بأنه «محرك ذو قطر صغير، ذو شفرات متغيرة مجنحة مع أقسام رقيقة متطورة من الجنيح، مدمج مع كنة محددة لتأخير تدفق الهواء عبر الشفرات وبالتالي تقليل خسائر الانضغاط ومصممة من أجل تعمل بمحرك توربيني وباستخدام ترس تخفيض أحادي المرحلة يؤدي إلى أداء عالٍ». في عام 1982، حددت مجلة الطيران الأسبوعية الطيران الدولي (Flight International) البروبفان على أنه محرك مروحي ذو 8-10 شفرات شديدة الانجراف تطير بسرعة 450–550 ميل في الساعة (390–480 عقدة؛ 450–550 ميل/س؛ 720–890 كم/س)، على الرغم من أن تعريفه تطور بعد بضع سنوات مع ظهور البروبفان الدوارة المضادة.
في عام 1986، استخدمت شركة رولز رويس البريطانية لصناعة المحركات مصطلح «الدوار المفتوح» (open rotor) كمرادف للمعنى الأصلي لبروبفان. كان هذا الإجراء هو تحديد نوع محرك البروبفان من عدد من مقترحات المحرك الأنبوبي في ذلك الوقت التي كانت تحتوي على البروبفان في أسمائها. بحلول عام 2000، أصبح الدوار المفتوح (OR) مصطلحًا مفضلاً لتقنية البروبفان في الأبحاث والتقارير الإخبارية، مع استخدام دوار مفتوح (CROR) أحيانًا للتمييز بين البروبفان أحادية الدوران. اعتبارًا من عام 2015، حددت وكالة سلامة الطيران الأوروبية (EASA) الدوار المفتوح بشكل ملموس (ولكن على نطاق واسع) على أنه «مرحلة مروحة محرك التوربينات غير المغلقة داخل غلاف؛» في المقابل، كان لها تعريف عملي فقط لمحرك دوار مفتوح (المصطلح الأكثر شيوعًا لبروبفان في القرن الحادي والعشرين)، واصفا إياه بأنه «محرك توربيني يتميز بمراحل مروحة دوارة غير محاطة بغلاف.» يستخدم المحرك توربينًا غازيًا لقيادة مروحة دوارة غير مغطاة (مفتوحة) مثل المروحة التوربينية، ولكن تصميم المروحة نفسها أكثر ارتباطًا بتصميم التوربين، ويتم اعتماد الاثنين كوحدة واحدة.
يفرّق السيد بين المروحية التوربينية والدعامات وفقًا لـ 11 معيارًا مختلفًا، بما في ذلك عدد الشفرات وشكل الشفرة وسرعة الحافة ونسبة الالتفافية ورقم الماك وارتفاع الرحلة.

## تاريخ
بعد حوالي عقد من بدء مهندسي الطيران الألمان في استكشاف فكرة استخدام الأجنحة المجترفة لتقليل السحب على الطائرات ذات السرعة العابرة للأصوات، حاولت هاميلتون ستاندرد في الأربعينيات من القرن الماضي تطبيق مفهوم مماثل على مراوح المحرك. ابتكرت شفرات المروحة شديدة الانجراف بسرعات قصوى تفوق سرعة الصوت، بحيث يمكن للمحركات ذات المراوح المكشوفة أن تشغل الطائرات بسرعات وارتفاعات العبور التي لا يمكن تحقيقها إلا من خلال المحركات التوربينية النفاثة والتوربينية المروحية الجديدة. كشفت الاختبارات المبكرة لهذه الشفرات عن مشكلات في رفرفة الشفرة وإجهاد الشفرة التي لا يمكن حلها في ذلك الوقت، واعتبرت مستويات الضوضاء العالية عقبة أخرى. أدت شعبية المحركات النفاثة والمحركات التوربينية إلى تقليص الأبحاث في المراوح، ولكن بحلول الستينيات، زاد الاهتمام عندما أظهرت الدراسات أن مروحة مكشوفة مدفوعة بتوربينات غازية يمكن أن تشغل طائرة تحلق بسرعة 0.7 - 0.8 ماخ وعلى ارتفاع 35,000 قدم (11,000 م). تم إنشاء مصطلح البروبفان خلال تلك الفترة.
واحد من أقدم المحركات التي تشبه مفهوم البروبفان كان محرك ميتروفيك إف.5 الذي تبلغ قوتة 4,710 رطلق (21.0 كـن)، والذي يتميز بمراوح دوارة مزدوجة - 14 ريشة في المقدمة (الأمامية) و 12 شفرة في الخلف (للخلف) مروحة - في مؤخرة المحرك وتم تشغيلها لأول مرة في عام 1946. ومع ذلك، لم يتم تجريف الشفرات في الغالب. تضمنت محركات المروحة الأخرى ذات الدوران المعاكس التي ظهرت على الطائرات المشتركة أربعة محركات قوية من طراز كوزنيتسوف إن كيه-12 (كل منها يعمل بمجموعته الخاصة من مراوح الدوران المضادة المحورية) على قاذفة توبوليف تو-95 العسكرية عالية السرعة التابعة للاتحاد السوفيتي وطائرة النقل العسكرية انتونوف إيه إن - 22، ومحركات آرمسترونغ سيدلي دبل مامبا (ASMD) (كلاهما متصلان بمجموعة وحيدة من مراوح دوارة متحدة المحور) على طائرة فيري غانيت البريطانية المضادة للغواصات. كان كلا الجهازين يحتويان على أربع شفرات غير مجترفة إلى حد كبير في المروحة الأمامية والمروحة الخلفية.

### السبعينيات والثمانينيات
عندما تسببت أزمة النفط في عام 1973 في ارتفاع أسعار البترول في أوائل السبعينيات، ارتفع الاهتمام بالمراوح، وبدأت الأبحاث التي تمولها وكالة ناسا في التسارع. تم تحديد مفهوم البروبفان بواسطة كارل رورباخ وبروس ميتزجر من قسم هاميلتون ستاندرد في شركة يونايتد تكنولوجيز في عام 1975 وحصل على براءة اختراع بواسطة رورباخ وروبرت كورنيل من هاميلتون ستاندرد في 1979. في وقت لاحق، اعتمدت شركة جنرال إلكتريك على محركات مماثلة اسم المروحة غير المغطاة، والتي كانت عبارة عن محرك توربوفان معدل، مع وضع المروحة خارج هيكل المحرك على نفس محور شفرات الضاغط.
خلال هذه الحقبة، أصبحت مشاكل المروحة قابلة للإصلاح. تم إحراز تقدم في المواد الإنشائية، مثل معدن التيتانيوم والغرافيت ومركبات الألياف الزجاجية المشبعة بالراتنج. استبدلت هذه المواد معادن الألمنيوم والفولاذ في بناء الشفرات، مما سمح بجعل الشفرات أرق وأقوى. كان التصميم بمساعدة الكمبيوتر مفيدًا أيضًا في تحسين خصائص الشفرة. نظرًا لأن الشفرات تنحني وتنحرف مع تحميل طاقة أعلى وقوة طرد مركزي، يجب أن تستند التصميمات الأولية إلى الشكل أثناء الحركة. بمساعدة أجهزة الكمبيوتر، سيعمل مصممو الشفرات بعد ذلك إلى الوراء للعثور على شكل تفريغ الأمثل لأغراض التصنيع.

#### برامج اختبار الطيران

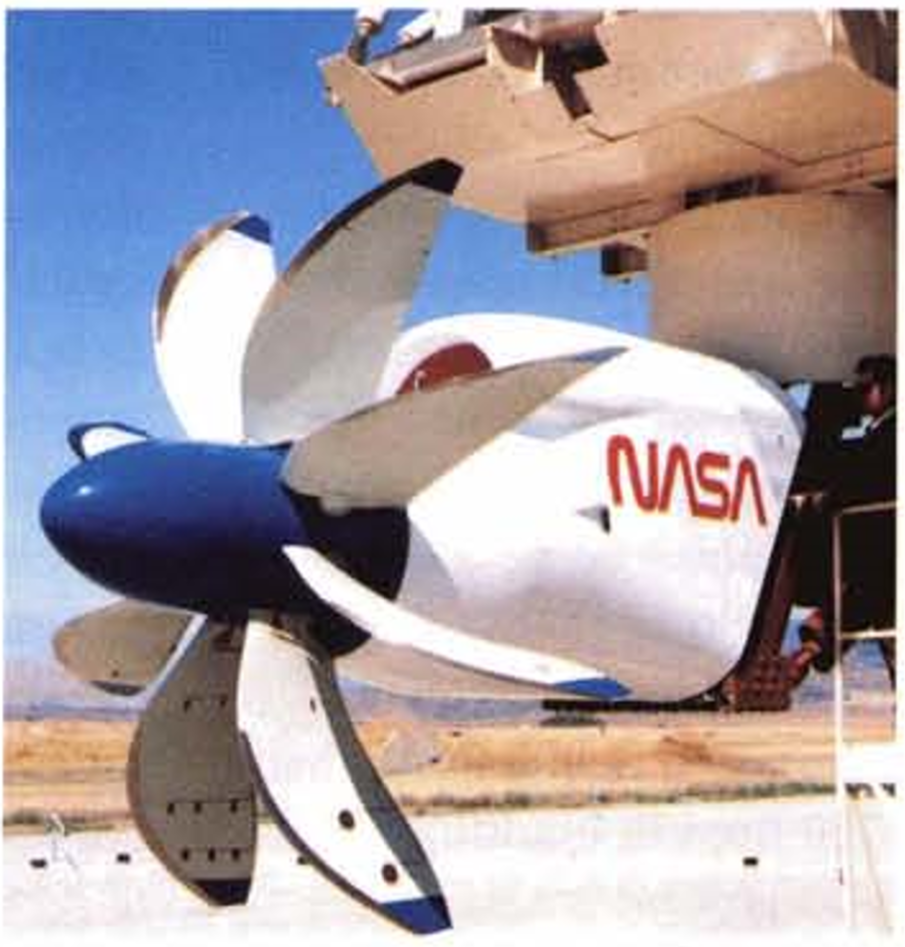
تركيب اختبار أرضي لمحرك أليسون 501-M78 مع ثماني شفرات، 108 in قطر مروحة هاملتون القياسية لتقييم اختبار البروبفان التابع لناسا.

طورت هاميلتون ستاندرد، الشركة الأمريكية الكبيرة الوحيدة المصنعة لمراوح الطائرات، مفهوم البروبفان في أوائل السبعينيات. اختبرت هاميلتون ستاندرد العديد من الاختلافات بالاشتراك مع وكالة ناسا.
في إطار برنامج تقييم اختبار البروبفان (PTA)، اقترحت شركة لوكهيد -جورجيا تعديل غلف ستريم الثانية ليكون بمثابة منصة اختبار أثناء الطيران لمفهوم البروبفان، بينما اقترح ماكدونيل دوغلاس تعديل دي سي-9 لنفس الغرض. اختارت ناسا اقتراح لوكهيد. كان لدى غلف ستريم الثانية الكنة المضافة إلى الجناح الأيسر، والتي تحتوي على 6,000 حصان (4,500 كـو) محرك أليسون 570 توربيني (مشتق من XT701 Turbohaft التي تم تطويرها لطائرة هليكوبتر بوينغ Vertol XCH-62 للرفع الثقيل). استخدم المحرك ثماني شفرات، 9 قدم (2.7 م؛ 110 بوصة؛ 270 سـم)، دوران واحد من نوع هاملتون ستاندرد SR-7. محرك الاختبار، الذي أطلق عليه اسم أليسون 501-M78، كان له معدل دفع يبلغ 9,000 رطلق (40 كـن).  تم تشغيله لأول مرة في رحلة يوم 28 مارس 1987. برنامج الاختبار الشامل، الذي كلف حوالي 56 مليون دولار، استنفد 73 رحلة وأكثر من 133 ساعة طيران قبل أن ينتهي في 25 مارس 1988. في عام 1989، عادت الطائرة التي تم اختبارها إلى الهواء من 3 أبريل حتى 14 أبريل لقياس مستويات الضوضاء الأرضية أثناء الطيران. تمت إزالة المحرك بعد ذلك، وتم تحويل الطائرة إلى طائرة تدريب مكوك الفضاء في وقت لاحق من ذلك العام.

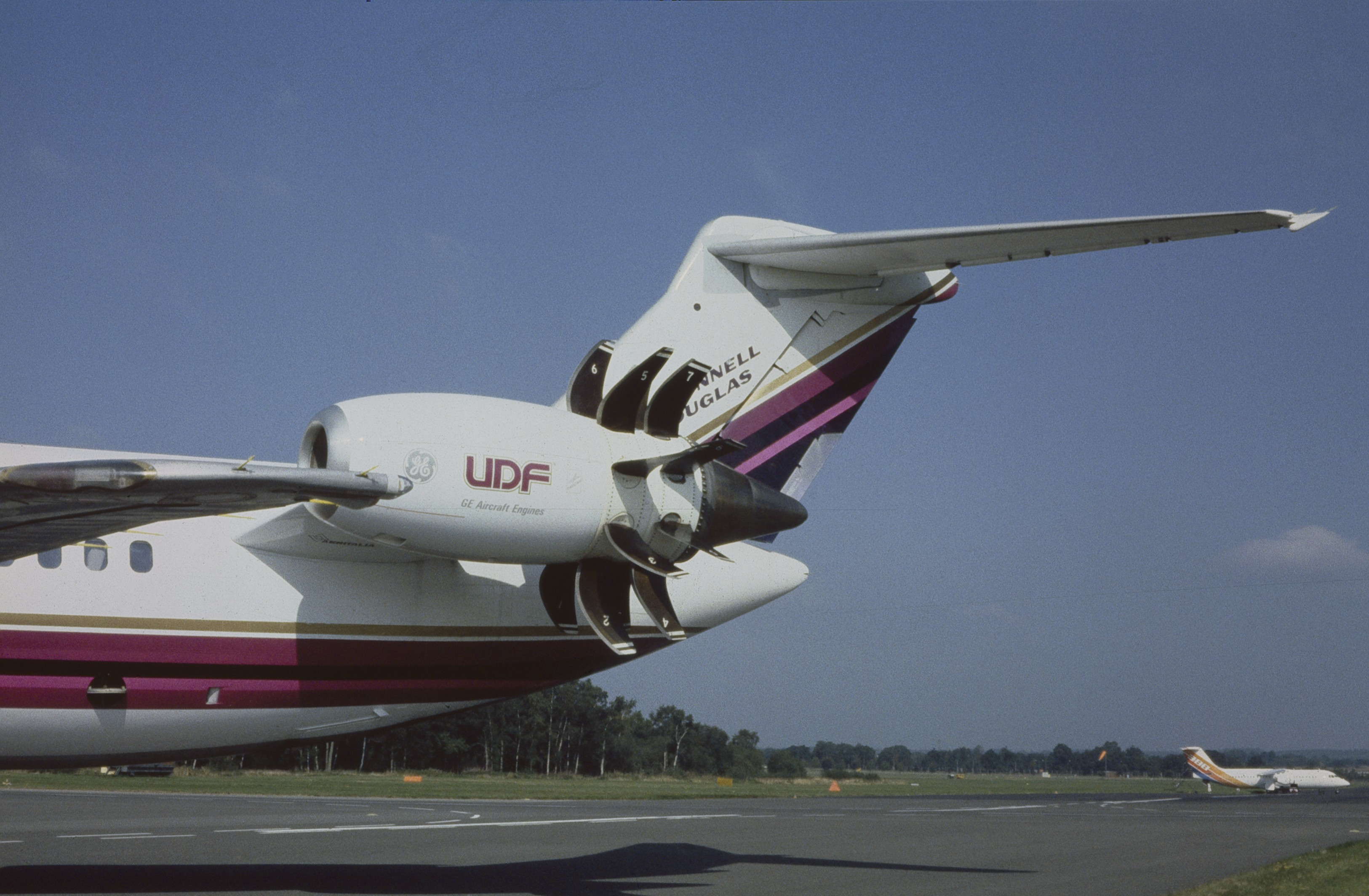
"جي إي36" على أحد متظاهري ماكدونل دوغلاس إم دي-80 في معرض فارنبورو الجوي لعام 1988. يبلغ القطر الإجمالي لمحرك المروحة بدون تروس 11.67 ft، إما بثماني أو عشر شفرات في المقدمة (حسب التكوين الخاص) وثماني شفرات في الخلف.

كان المدمحرك الدوار المفتوح «جي إي36» Unducted Fan) (UDF))، من شركة جنرال إلكتريك الأمريكية لصناعة المحركات (GE) بمشاركة 35 في المائة من الشريك الفرنسي سنيكما (الآن سافران)، تباينًا في مفهوم البروبفان الأصلي وتشبه محرك مكبس التكوين الدافع. كان لدى جنرال إلكتريك «للمروحة غير المغطاة» (UDF) ترتيب جديد للدفع المباشر، حيث تم استبدال علبة تروس التخفيض بتوربين خالي من سبع مراحل منخفض السرعة. قامت مجموعة واحدة من دوارات التوربينات بقيادة مجموعة المراوح الأمامية، بينما كانت المجموعة الخلفية مدفوعة بمجموعة أخرى من الدوارات التي تدور في الاتجاه المعاكس. يحتوي التوربين على 14 صفًا من الصفوف ذات سبع مراحل. كانت كل مرحلة عبارة عن زوج من الصفوف المتناوبة. كان Airframers، الذين كانوا قلقين من علب التروس المعرضة للمشكلات منذ الخمسينيات، يحبون إصدار جنرال إلكتريك بدون تروس من البروبفان: كانت بوينغ تعتزم تقديم محرك جنرال إلكتريك pusher UDF على منصة 7J7 (والتي كان من الممكن أن يكون لها سرعة رحلة Mach 0.83)، وماكدونل دوغلاس خططوا للقيام بالمثل على طائرتهم إم دي-94X. تم اختبار «جي إي36» لأول مرة في رحلة تم تركيبها على محطة المحرك رقم 3 لطائرة بوينغ 727-100 في 20 أغسطس 1986. تم التخطيط لمحرك «جي إي36» «بمروحة غير مغطاة» (UDF) الخاص بـ 7J7 بحيث يكون لديه قوة دفع تبلغ 25,000 رطلق (110 كـن)، لكن جنرال إلكتريك ادعت أن مفهوم «مروحة غير مغطاة» (UDF) الخاص بها بشكل عام يمكن أن يغطي نطاق دفع من 9,000 إلى 75,000 رطلق (40 إلى 334 كـن)، لذا يمكن لمحرك (UDF) أن يطابق أو يتجاوز قوة الدفع سي إف 6، وهي عائلة محركات من جنرال إلكتريك في ذلك الوقت.
طورت شركة ماكدونيل دوغلاس طائرة لإثبات المفهوم من خلال تعديل إم دي-80 المملوكة للشركة، والتي تعد مناسبة لمحركات الدفع نظرًا لمحركاتها المثبتة على جسم الطائرة في الخلف (مثل سلفها دي سي-9)، استعدادًا للطائرة التي تعمل بنظام البروبفان. مشتقات إم دي-91 وإم دي-92 وطائرة إم دي-94 إكس نظيفة. قاموا باستبدال المحرك المروحي برات آند ويتني جيه تي 8 دي على الجانب الأيسر بمحرك «جي إي36». بدأت الرحلات التجريبية في مايو 1987، والتي أثبتت صلاحية التصميم للطيران، والخصائص الديناميكية الهوائية، والتوقيع على الضوضاء. بعد الاختبارات الأولية، تم تركيب مقصورة من الدرجة الأولى داخل جسم الطائرة الخلفي، وأتيحت الفرصة للمسؤولين التنفيذيين في الخطوط الجوية لتجربة الطائرة التي تعمل بنظام UDF مباشرة. اختتمت رحلات الاختبار والتسويق للطائرة التجريبية المجهزة بشركة جنرال إلكتريك في عام 1988، حيث أظهرت انخفاضًا بنسبة 30٪ في استهلاك الوقود مقارنةً بـ إم دي-80 الذي يعمل بمروحة توربو، وامتثال كامل للضوضاء في المرحلة 3، ومستويات منخفضة من الضوضاء / الاهتزازات الداخلية. سيكون لدى «جي إي36» نفس 25,000 رطلق (110 كـن) على إم دي-92إكس، لكن المحرك نفسه سينخفض إلى 22,000 رطلق (98 كـن) التوجه للأصغر إم دي-91إكس. تم أيضًا اختبار إم دي-80 بنجاح في أبريل 1989 مع 578-دي إكس البروبفان، والذي كان نموذجًا أوليًا من شركة أليسون للمحركات (في ذلك الوقت قسم من جنرال موتورز) والذي تم اشتقاقه أيضًا من أليسون إكس تي701 وتم بناؤه مع هاملتون مراوح قياسية. تم تطوير برنامج المحرك بشكل مشترك بين أليسون وقسم آخر فيشركة يونايتد تكنولوجيز، صانع المحركات برات آند ويتني. على عكس «جي إي36» (UDF) المنافسة، كان 578-دي إكس تقليديًا إلى حد ما، حيث يحتوي على علبة تروس مخفضة بين توربين LP وشفرات البروبفان. بسبب انخفاض أسعار وقود الطائرات وتغيير أولويات التسويق، أوقف دوغلاس برنامج البروبفان في وقت لاحق من ذلك العام.

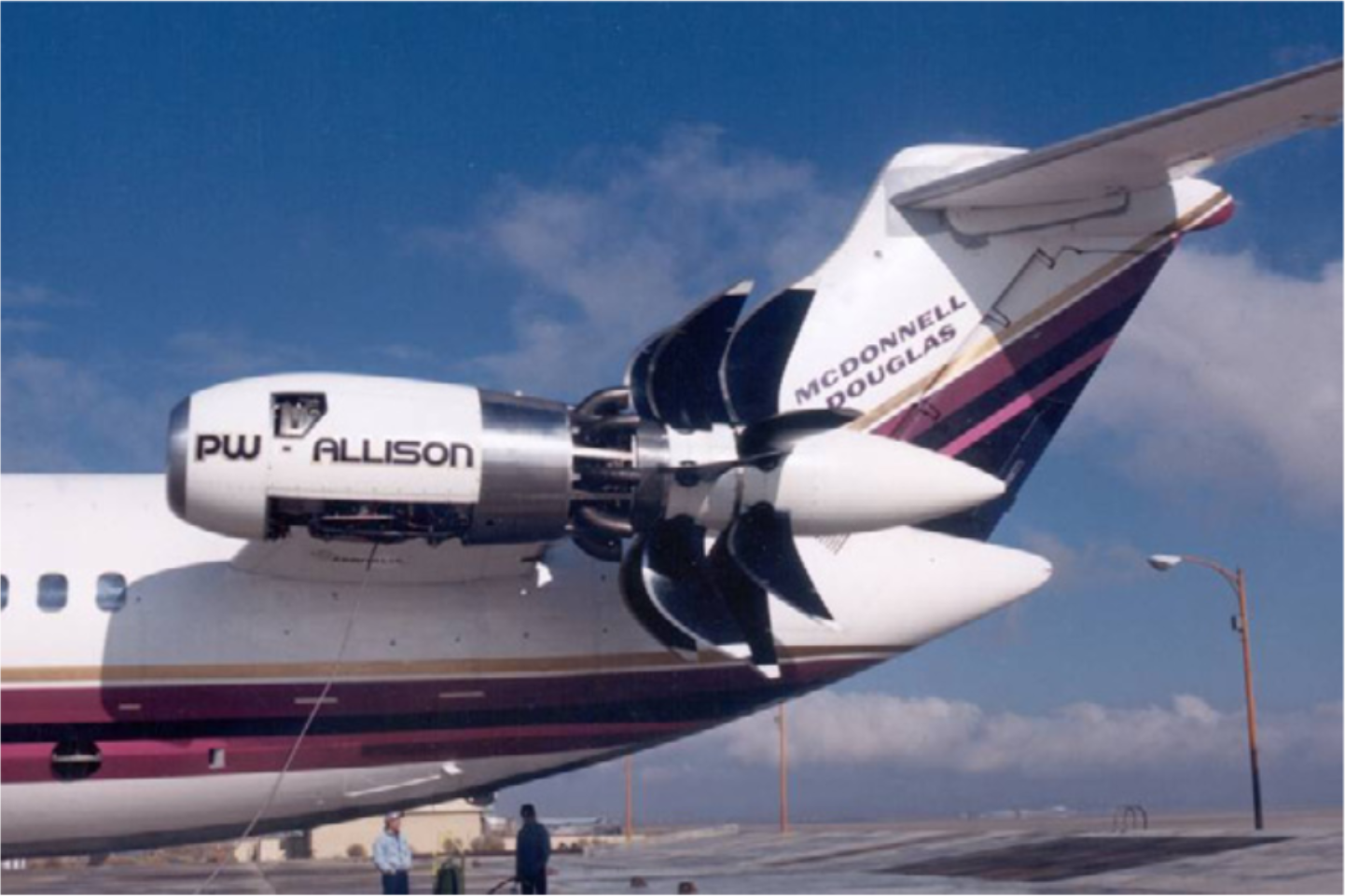
تم تركيب محرك برات آند ويتني – أليسون 578-دي إكس على نفس اختبار إم دي-80. محرك البروبفان المجهز بالدوران المعاكس هو 11.6 ft، بستة شفرات في الأمام وستة شفرات في الخلف.

#### التطبيقات الأخرى المقترحة
تضمنت الإعلانات الأخرى عن الطائرات المستقبلية التي تعمل بنظام البروبفان ما يلي:
- فوكر FXX، وهي طائرة تعمل بالطاقة من 100 إلى 120 مقعدًا تمت دراستها في عام 1982
- MPC-75، 80 مقعدًا، سرعة كروز 0.76 ماخ، ومدى 1500 ميل بحري (1700 ميل؛ 2800 كم) الطائرات الإقليمية التي ابتكرتها شركة ميسرشميت-Bölkow-Blohm (MBB) من ألمانيا الغربية والمؤسسة الصينية لتصدير / استيراد تكنولوجيا الطائرات (CATIC)؛ تستخدم كمحرك أساسي لمحركات جنرال إلكتريك جي إي38 -بي5 (UDF) ذات الدفع المباشر والتي توفر 9644 و 9,644 و 2,190 رطلق (4,374 و 993 كجمق؛ 42.90 و 9.74 كـن) في الدفع الثابت والرحلات البحرية مع استهلاك وقود خاص بالدفع (TSFC) يبلغ 0.240 و 0.519 lb/(lbf·h) (6.8 و 14.7 g/(kN·s))، على التوالي، من خلال 2.1 م (83 بوصة) قطر البروبفان مع 11 و 9 ريش على مراوح الدوران العكس؛ اقترح كمحرك بديل لـ 14,500 رطلق (6,600 كجمق؛ 64 كـن) الدفع الساكن، برات آند ويتني – أليسون (501-M80E)، محرك البروبفان الموجه، والذي تم اشتقاقه من العمود التوربيني (501-M80C) الذي تم اختياره لتشغيل طائرة Osprey تلتروتر التابعة للبحرية الأمريكية؛ فيما بعد وصف محرك البروبفان بأنه محرك ذو قلب من (T406) (التعيين العسكري لمحرك Osprey's powerplant)، والذي يحتوي على مروحة بقطر 108 (2.7 م) توفر 2450 رطل (1110 كغم ثقلي؛ 10.9 كيلو نيوتن) من الدفع في رحلة عبور مع

```
(TSFC) يبلغ 0.51 رطل/(lbf⋅h) (14 جي/(كيلو نيوتن)) 
[
6
]
```

- ATR 92، 400 عقدة (460 ميل/س؛ 740 كم/س)*، طائرة ذات خمسة أو ستة مقاعد، 100 مقعد من Avions de Transport Regional (ATR، مشروع مشترك بين إيروسباسيال الفرنسية و Aeritalia الإيطالية) وConstrucciones Aeronáuticas SA (CASA) الإسبانية، من المحتمل أن يكون مدعومًا من (UDF)
- إيروسباسيال AS.100، طائرة إقليمية يصل مداها إلى 1,500 nmi (1,700 ميل؛ 2,800 كـم)، وتبلغ سرعة الرحلة البحرية 0.74 - 0.78 ماخ بسرعة 30,000 قدم (9,100 م) الارتفاع، وسعة 80-100 مقعدًا، يمكن أن يتم تشغيلها بواسطة (UDF) أو بواسطة نسخة البروبفان من محرك أليسون T406 تلتروتر
- طائرة ATRA-90 (الطائرات الإقليمية للتكنولوجيا المتقدمة)، طائرة تتسع لـ 83 إلى 115 مقعدًا يتراوح مداها 1,500–2,100 nmi (1,700–2,400 ميل؛ 2,800–3,900 كـم) وسرعة رحلة بحرية تبلغ 0.8 ماخ عند 30,000 قدم (9,100 م) الارتفاع، الذي كان من المقرر أن يتم بناؤه من قبل مشروع مشترك متعدد الجنسيات يتألف من Industri Pesawat Terbang Nusantara (IPTN) من إندونيسيا، بوينغ (الولايات المتحدة الأمريكية)، MBB (ألمانيا الغربية)، وفوكر (هولندا)
- توبوليف تو-334، طائرة ذات 126 مقعدًا يمكنها السفر 3,450 كـم (1,860 nmi؛ 2,140 ميل؛ 3,450 كـم) بـ 11,430 كـغ (25,200 رطل؛ 11.43 طن؛ 12.60 طن صغير)[convert: invalid option]، والذي يتم تشغيله بواسطة مروحتي بروغريس (المعروفين أيضًا باسم لوتاريف) D-236 مع حرق وقود محدد يبلغ 0.46 كغم / كغم دفع / ساعة، قوة دفع 1.6 طنق (3,500 رطلق؛ 16 كـن)، ودفع ثابت من 8 إلى 9 طنق (18,000 إلى 20,000 رطلق؛ 78 إلى 88 كـن)
- ال إليوشن إي أل-88، خليفة للناقل التكتيكي من طراز أنتونوف أن-12 ذي الأربع محركات توربينية والذي سيتم تشغيله بواسطة طائرتين 11,000 حصان (8,200 كـو) بروغريس D-236 البروبفان
- إليوشن إي أل-118، ترقية إلى طائرة ركاب من طراز إليوشن إي أل-18 ذات أربع محركات توربينية؛ تم اقتراحه في عام 1984، وبدلاً من ذلك سيتم تشغيل الطائرة بمروحتين من طراز (D-236)، مع دوران المروحة الأمامية ذات الثماني شفرات على كل محرك بسرعة 1100 دورة في الدقيقة والمروحة الخلفية ذات الست شفرات تتحول عند 1000 دورة في الدقيقة إلى الأسفل الضوضاء والاهتزاز
- طائرة أنتونوف أن -124 أعيد تجديدها، لتحل محل المحركات التوربينية الأربعة من طراز بروغريس D-18T بـ 245.2 كـن (55,100 رطلق)[convert: invalid option] كوزنيتسوف NK-62 البروبفان

#### انخفاض
ومع ذلك، لم تؤت أي من هذه المشاريع ثمارها، ويرجع ذلك أساسًا إلى الضوضاء المفرطة في المقصورة (مقارنة بالمراوح التوربينية المروحية) وانخفاض أسعار الوقود. بالنسبة لشركة جنرال إلكتريك، كان من المفترض أن يحل المحرك «جي إي36» (UDF) محل المحرك التوربيني سي اف ام 56 عالي الالتفاف الذي أنتجه مع شريك مماثل سنيكما في مشروعهم المشترك سي اف ام الدولية. في الثمانينيات من القرن الماضي، كان المحرك في البداية غير قادر على المنافسة ضد العرض الدولي المنافس لمحركات ايرو الدولية، وهو IAE V2500. في ديسمبر 1986، أعلن رئيس شركة سنيكما أن محرك سي اف ام 56-5S2 قيد التطوير سيكون آخر محرك توربيني تم إنشاؤه لعائلة سي اف ام 56، وأنه « لا جدوى من إنفاق المزيد من الأموال على المحركات التوربينية المروحية. (UDF) هو المستقبل.» واجه محرك في 2500 مشكلات فنية في عام 1987، واكتسب محرك سي إف إم 56 زخمًا كبيرًا في المبيعات. فقدت شركة جنرال إلكتريك اهتمامها بامتلاك «جي إي36» لتفكيك محرك سي اف ام 56، والذي مضى خمس سنوات قبل أن يتلقى أول طلبية في عام 1979، وبينما «يمكن جعل (UDF) موثوقًا به وفقًا للمعايير السابقة، كانت المحركات التوربينية المروحية تحصل على أفضل بكثير من ذلك.» أضافت شركة جنرال إلكتريك تقنية شفرة (UDF) مباشرة إلى جي إي90، أقوى محرك نفاث تم إنتاجه على الإطلاق، لطائرة بوينغ 777.

### التسعينيات

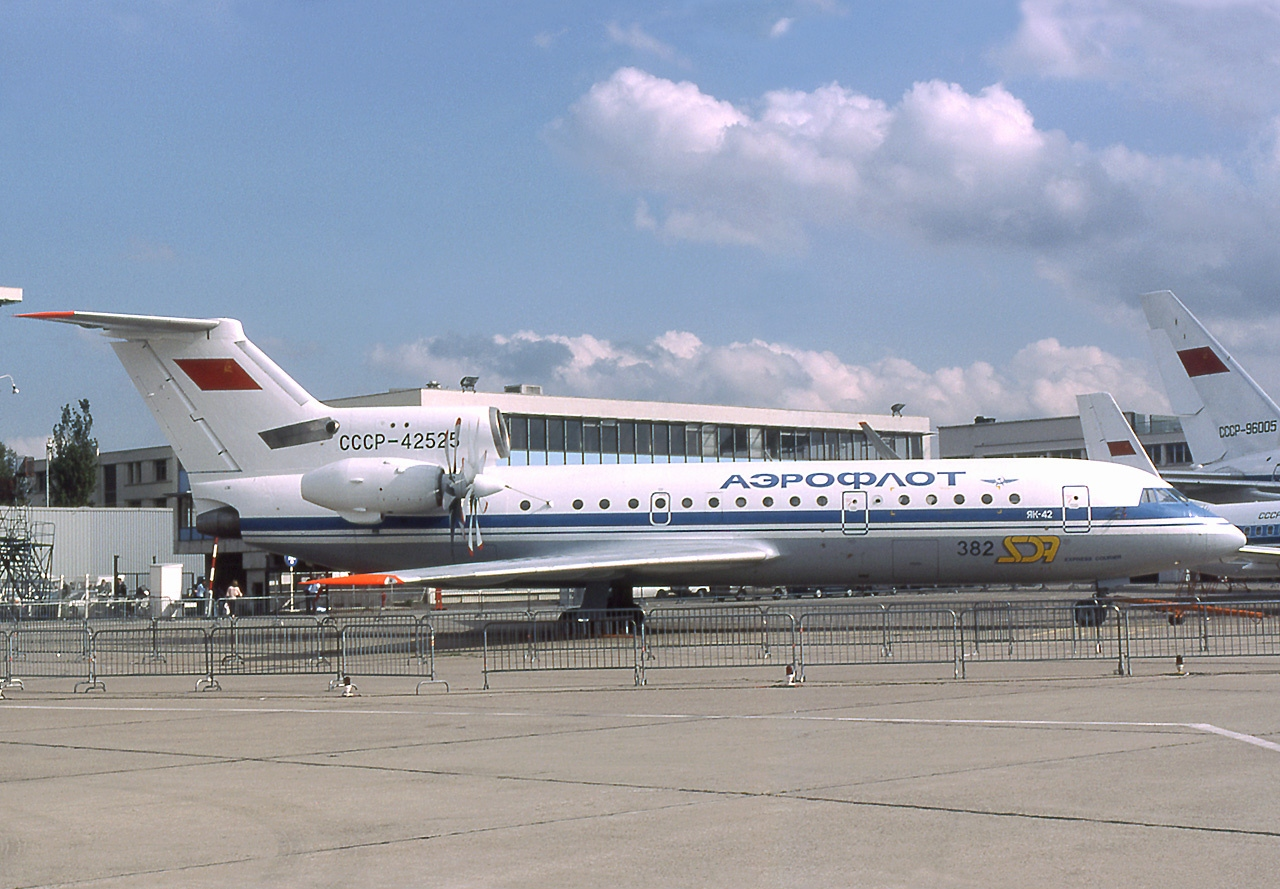
محرك بروغريس D-236 على طائرة اختبار Yak-42 E-LL في معرض باريس الجوي عام 1991.

في بداية التسعينيات، أجرى الاتحاد السوفيتي / روسيا اختبارات طيران على بروغريس D-236، وهو محرك بروبوفان موجه ضد الدوران يعتمد على جوهر المحرك التوربيني بروغريس D-36، مع ثماني شفرات على المروحة الأمامية وستة شفرات على المروحة الخلفية. واحد اختبار كان 7,500 كـو (10,100 حصان) ركبت على طائرة إليوشن Il-76 وتم نقلها جواً إلى معرض هانوفر الجوي ILA 90، والذي كان مخصصًا لطائرة مجهولة ذات أربع طائرات بروبفان. طار D-236 36 مرة لما مجموعه 70 ساعة اختبار طيران على Il-76. الاختبار الآخر كان 8,195 كـو (10,990 حصان)، 4.2 م (14 قدم؛ 4.2 م؛ 170 بوصة؛ 420 سـم) مثبتة على Yakovlev Yak-42 E-LL وتم نقلها جواً إلى معرض باريس الجوي عام 1991، كإثبات للطائرة Yak-46 المخطط لها بمحركين بروبانين، والتي في نسختها الأساسية المكونة من 150 مقعدًا نطاق 3,500 كـم (1,900 nmi؛ 2,200 ميل؛ 3,500 كـم) والإبحار بسرعة 460 عقدة (530 ميل/س؛ 850 كم/س؛ 780 قدم/ث؛ 240 م/ث) (ماخ 0.75). ادعى السوفييت أن D-236 تتمتع بكفاءة ديناميكية هوائية حقيقية تبلغ 28 بالمائة ووفورات في الوقود بنسبة 30 بالمائة مقارنة بمحرك توربيني مكافئ. وكشفوا أيضًا عن خطط لمركبات الدفع ذات تصنيفات قوة تبلغ 10,500 و 22,500 كـو (14,100 و 30,200 حصان).

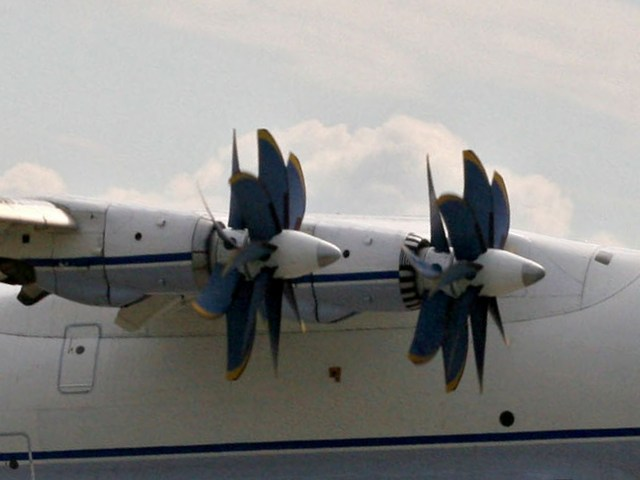
بروغريس D27 البروبفان المجهزة بطائرة أنتونوف An-70.

مثل بروغريس D-236، فإن محرك بروبفان بروغريس D-27 الأكثر قوة هو مروحة بروبفان ذات ثمانية شفرات أمامية وستة شفرات خلفية، ولكن D-27 لديها شفرات مركبة متقدمة ذات سمك منخفض إلى- نسبة وتر وانحناء أكثر وضوحًا عند الحافة الأمامية. المحرك الذي تم إطلاقه في عام 1985، D-27 يولد 10,440 كـو (14,000 حصان) 119 كـن (27,000 رطلق) من الدفع عند الإقلاع. دفعت مروحتان من طراز D-27 مثبتتان في الخلف الطائرة الأوكرانية أنتونوف An-180، والتي كان من المقرر القيام بها في أول رحلة لها عام 1995 ودخول الخدمة في عام 1997. في يناير 1994، طرح أنتونوف أول نموذج أولي لطائرة النقل العسكرية An-70، مدعومًا بأربع طائرات بروغريس D-27s متصلة بأجنحة مثبتة في الجزء العلوي من جسم الطائرة. قدمت القوات الجوية الروسية طلبًا لشراء 164 طائرة في عام 2003، وتم إلغاؤها لاحقًا. اعتبارًا من عام 2013، كان يعتقد أن طائرة An-70 تتمتع بمستقبل واعد كسفينة شحن. ومع ذلك، نظرًا لأن عنصر المروحة في بروغريس D-27 تم تصنيعه بواسطة SPE Aerosila الروسية، فقد تعرقل An-70 بسبب الصراع السياسي الأوكراني مع روسيا. بدلاً من ذلك، بدأت أنتونوف العمل مع تركيا في عام 2018 لإعادة تطوير An-70 لتصبح An-77 أعيد تسميتها، بحيث يمكن للطائرة الامتثال لمتطلبات العصر الحديث دون مشاركة الموردين الروس.

### القرن الحادي والعشرين
في العقد الأول من القرن الحادي والعشرين، أدى ارتفاع أسعار وقود الطائرات إلى زيادة التركيز على كفاءة المحرك / هيكل الطائرة لتقليل الانبعاثات، مما جدد الاهتمام بمفهوم البروبفان لطائرات الطائرات بخلاف بوينغ 787 إيرباص إيه 350. على سبيل المثال، حصلت شركة إيرباص على براءة اختراع لتصميمات الطائرات مع مراوح مزدوجة مثبتة في الخلف. قامت رولز رويس بتكوين الجزء الخلفي (الدافع) من RB.509-11 والأمام (الجرار) بتكوين)RB.509-14(تصميمات البروبفان المجهزة، والتي أنتجت ما 6,800–11,300 كجمق (15,000–25,000 رطلق؛ 6,800–11,300 كجمق؛ 67–111 كـن) 15000 و 25000 باستخدام مولد الغاز من محرك XG-40 بسعة 13,000 حصان (9,700 كـو) من قوة العمود. أصبح فاترًا على تقنية البروبفان في الثمانينيات على الرغم من أنها طورت تصميمًا دوارًا مفتوحًا كان يُعتقد أنه وصل إلى النهائي لطائرة Irkut MS-21 ضيقة البدن. يبلغ قطر محرك رولز رويس (RB3011) حوالي 170 بوصة (430 سـم؛ 14 قدم؛ 4.3 م) وتتطلب 16,000 حصان (12,000 كـو) علبة التروس.

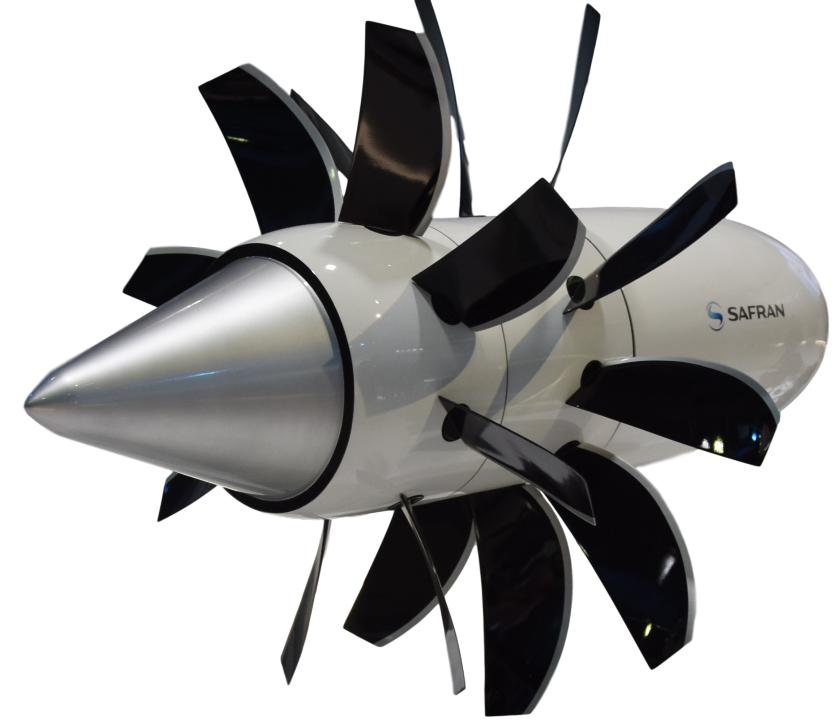
نموذج فتح دوار بالحجم الطبيعي لسفران في عام 2017.

أطلقت المفوضية الأوروبية عرضًا تجريبيًا لـ Open Rotor في عام 2008 بقيادة سافران ضمن برنامج Clean Sky الممول بـ 65 مليون يورو على مدار ثماني سنوات. تم تجميع أحد المتظاهرين في عام 2015، وتم اختباره على الأرض في مايو 2017 على منصة الاختبار في الهواء الطلق في ايستر، بهدف تقليل استهلاك الوقود وانبعاثات ثاني أكسيد الكربون المرتبطة به بنسبة 30٪ مقارنة بالمراوح التوربينية سي اف ام 56 الحالية. بعد الانتهاء من الاختبار الأرضي في نهاية عام 2017، وصل محرك سافران الدوار المفتوح الموجه إلى مستوى الجاهزية التكنولوجي 5. يبلغ قطر المروحة الأمامية المكونة من اثني عشر شفرة والمروحة الخلفية ذات العشر شفرات 4.0 و 3.8 م (13.1 و 12.5 قدم؛ 4.0 و 3.8 م؛ 160 و 150 بوصة؛ 400 و 380 سـم)، على التوالي. يستخدم المتظاهر، استنادًا إلى جوهر محرك المقاتلة العسكرية سنيكما M88، ما يصل إلى 12,200 حصان (9 مجو)، ويوفر قوة دفع تبلغ حوالي 100 كـن (22,000 رطلق)، وسوف تطوف بسرعة Mach 0.75. ومع ذلك، سيكون لمحرك سافران الدوار المفتوح المستقبلي أقصى قطر يبلغ 4.50 م (14.8 قدم؛ 4.50 م؛ 177 بوصة؛ 450 سـم) تقريبًا.
في عام 2007، تم تعديل بروغريس (D-27) بنجاح لتلبية لوائح إدارة الطيران الفيدرالية الأمريكية (FAA) للمرحلة 4، والتي تتوافق مع معايير الفصل 4 لمنظمة الطيران المدني الدولي (ICAO). توقعت دراسة تجارية أُجريت في عام 2012 أن ضوضاء البروبفان ستكون 10-13 ديسيبل أكثر هدوءًا مما تسمح به لوائح المرحلة 4. تقلل حدود ضوضاء المرحلة 5 الحدود بسبعة ديسيبلات ضوضاء مدركة فعالة (EPNdB)، داخل غلاف ضوضاء البروبفان. توقعت الدراسة أيضًا أن تكون الدوارات المفتوحة أكثر كفاءة في استهلاك الوقود بنسبة 9٪ لكنها تظل أعلى بـ10-12 ديسيبل من المحركات المروحية. زعمت شركة سنيكما أن محركاتها ذات البروبان سيكون لها نفس مستويات الضوضاء مثل محرك سي إف إم ليب المروحي.
في عام 2021، أعلنت سي اف ام عن برنامج تطوير الابتكار الثوري للمحركات المستدامة (RISE) لإنتاج بروبفان أحادي المرحلة، يحركه التروس مقترنًا بعوامل ثابتة في جرار / جرار، مع تكوين مع اختبارات الطيران لتبدأ بحلول عام 2025. كان من المتوقع أن يكون الدوار 12–13 قدم (3.7–4.0 م) في القطر. كان من المتوقع أن ينتج المحرك ما بين 20000 و 20,000–35,000 رطلق (9,100–15,900 كجمق؛ 89–156 كـن) من الدفع، مع زيادة في كفاءة الوقود بنسبة 20٪. ادعت الشركة أن دافعها كان التركيز العالمي على تقليل الانبعاثات. تم التخطيط للمحرك لدعم كل من الهيدروجين ووقود الطائرات المستدام. كان من المتوقع أن يشتمل المحرك على قلب مضغوط عالي الضغط ونظام استرداد لتسخين هواء الاحتراق مع حرارة العادم جنبًا إلى جنب مع مركبات مصفوفة السيراميك في القسم الساخن وشفرات مروحة مركبة مصبوبة بنقل الراتنج. بالإضافة إلى الدوار، يشتمل التصميم على مجموعة غير دوارة من شفرات الجزء الثابت متغيرة الخطوة التي تعمل بمثابة دوارات لاستعادة التدفق. يزيد التصميم من نسبة ضغط المروحة ويقلل من تحميل الدوار، مما يزيد من سرعة الهواء. يتم تشغيل مرحلة المروحة بواسطة ضاغط معزز عالي السرعة وعلبة تروس أمامية عالية السرعة ذات ضغط منخفض يحركها عمود الدوران. تم تحديد المحرك للحصول على الشهادة باعتباره «محركًا متكاملًا» بدلاً من «مروحة / محرك» تقليدي نظرًا لتعقيد تكامل هيكل الطائرة. تم التخطيط لـ سي اف ام لدوار ثلاثي الأبعاد ذو ديناميكية هوائية مع 12 شفرة منسوجة من ألياف الكربون المركبة. بمساعدة نواة محرك أصغر، سيكون لمحرك (CFM RISE) نسبة تجاوز 75.

## التحديات

### تصميم شفرة
تتميز المحركات المروحية بسرعة قصوى أقل من 450 ميل/س (390 عقدة؛ 720 كم/س)، لأن المراوح تفقد كفاءتها عند السرعة العالية، بسبب تأثير يُعرف باسم سحب الموجة الذي يحدث عند سرعات تفوق سرعة الصوت. هذا السحب القوي له بداية مفاجئة، وقد أدى إلى مفهوم حاجز الصوت عندما تمت مواجهته لأول مرة في الأربعينيات. يمكن أن يحدث هذا التأثير عندما يتم تدوير المروحة بسرعة كافية بحيث تقترب أطراف الشفرة من سرعة الصوت.
الطريقة الأكثر فعالية لمعالجة هذه المشكلة هي إضافة شفرات إلى المروحة، مما يسمح لها بتوصيل المزيد من الطاقة بسرعة دوران أقل. هذا هو السبب في أن العديد من تصميمات المقاتلات في الحرب العالمية الثانية بدأت بمراوح ذات شفرتين أو ثلاث شفرات ولكن بحلول نهاية الحرب كانت تستخدم ما يصل إلى خمس شفرات؛ مع ترقية المحركات، كانت هناك حاجة إلى مراوح جديدة لتحويل هذه الطاقة بشكل أكثر كفاءة. تؤدي إضافة الشفرات إلى صعوبة توازن المروحة وصيانتها، وتتسبب الشفرات الإضافية في عقوبات طفيفة على الأداء بسبب مشكلات السحب والكفاءة. ولكن حتى مع هذه الأنواع من التدابير، فإن السرعة الأمامية للطائرة جنبًا إلى جنب مع سرعة دوران رؤوس شفرات المروحة (المعروفة معًا باسم سرعة الطرف الحلزوني) ستؤدي مرة أخرى إلى مشاكل سحب الموجة. بالنسبة لمعظم الطائرات، سيحدث هذا بسرعات تزيد عن 450 ميل/س (390 عقدة؛ 720 كم/س).

المروحة المكنسة

اكتشف باحثون ألمان طريقة لتقليل سحب الموجة في عام 1935 — وهي تجتاح الجناح للخلف. اليوم، تم تصميم جميع الطائرات تقريبًا لتحليق فوق 450 ميل/س (390 عقدة؛ 720 كم/س) استخدم جناح مجتاح. نظرًا لأن الجزء الداخلي من المروحة يتحرك بشكل أبطأ في اتجاه الدوران من الخارج، فإن الشفرة تنجرف بشكل تدريجي للخارج نحو الخارج، مما يؤدي إلى شكل منحني مشابه للمفكرة - وهي ممارسة تم استخدامها لأول مرة منذ عام 1909، في مروحة الخشب Chauvière ثنائية الشفرات المستخدمة في بلايريو الحادية عشر. (عند جذر الشفرة، يتم تحريك الشفرة فعليًا للأمام في اتجاه الدوران، لمواجهة الالتواء الناتج عن أطراف الشفرة المنجرفة للخلف.) تم مسح البروبان الاختباري الخاص بهاميلتون تدريجيًا إلى 39 درجة كحد أقصى عند أطراف الشفرة، مما سمح لمروحة البروفان بإنتاج الدفع على الرغم من أن الشفرات كانت لها سرعة طرف حلزوني تبلغ حوالي 1.15 ماخ.
تتمتع شفرات «جي إي36» (UDF) و 578-دي إكس بأقصى سرعة طرف في الدوران من حوالي 750–800 قدم في الثانية (230–240 م/ث؛ 510–550 ميل/س؛ 820–880 كم/س)، أو حوالي نصف السرعة الطرفية القصوى لريش المروحة الخاصة بالمروحة المروحية التقليدية. ستظل السرعة القصوى لطرف الشفرة ثابتة على الرغم من قطر المروحة الأوسع أو الأضيق (مما يؤدي إلى تقليل أو زيادة عدد الدورات في الدقيقة، على التوالي).
يمكن أيضًا تقليل السحب عن طريق جعل الشفرات أرق، مما يزيد من السرعة التي يمكن أن تصل إليها الشفرات قبل أن يصبح الهواء أمامها قابلاً للانضغاط ويسبب موجات صدمة. على سبيل المثال، كان لشفرات محرك اختبار هاملتون القياسي نسبة سمك إلى وتر تناقصت من أقل من 20٪ عند تقاطع الدوار إلى 2٪ عند الأطراف، و 4٪ في منتصف المدى. كانت شفرات البروبفان تقريبًا نصف نسبة السُمك إلى الوتر لأفضل شفرات المروحة التقليدية في العصر،  ضعفت إلى حد شبيه بالشفرة عند حوافها، ووزنها أقل من 20 رطل (9.1 كـغ). (كان محرك «جي إي36» (UDF) الذي تم اختباره على طائرة بوينغ 727 يحتوي على شفرات أمامية وخلفية تزن 22.5 و 21.5 رطل (10.2 و 9.8 كـغ).

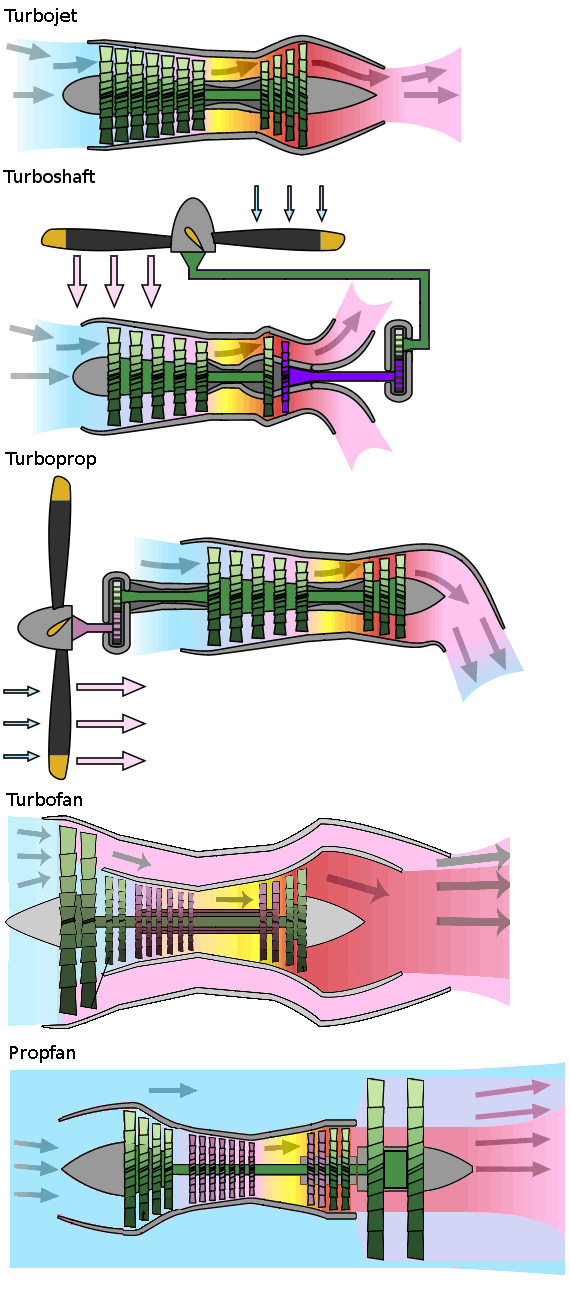
مقارنة البروبفان بأنواع محركات الطائرات الأخرى.

### ضوضاء
أحد المشاكل الرئيسية في البروبفان هو الضجيج. اكتشف بحث البروبفان في الثمانينيات طرقًا لتقليل الضوضاء، ولكن على حساب تقليل كفاءة الوقود، مما يقلل من بعض مزايا البروبفان.
تتضمن الطرق العامة لتقليل الضوضاء خفض سرعات الأطراف وتقليل تحميل الشفرة، أو مقدار الدفع لكل وحدة من مساحة سطح الشفرة. مفهوم مشابه لتحميل الجناح، يمكن تقليل تحميل الشفرة عن طريق خفض متطلبات الدفع أو عن طريق زيادة كمية و / أو عرض و / أو طول الشفرات. بالنسبة إلى المراوح ذات الدوران المعاكس، والتي يمكن أن تكون أعلى من صوت المراوح التوربينية أو المراوح ذات الدوران الفردي، يمكن أيضًا خفض الضوضاء عن طريق: 
- زيادة الفجوة بين المراوح ؛
- الحفاظ على أطوال ريش المروحة الخلفية أقصر من تلك الخاصة بالمروحة الأمامية، بحيث تتجنب ريش المروحة الخلفية قطع دوامات طرف الشفرة للمروحة الأمامية (التفاعل بين الشفرة والدوامة)؛
- استخدام أعداد مختلفة من الشفرات على المروحة لتجنب التعزيز الصوتي؛ و
- تدوير المروحة الأمامية والخلفية بسرعات مختلفة، وكذلك لمنع التعزيزات الصوتية.

#### ضوضاء المجتمع
يتوقع صانعو المحرك أن تلبي تطبيقات البروبفان لوائح ضوضاء المجتمع (على عكس المقصورة) دون التضحية بميزة الكفاءة. يعتقد البعض أن المراوح يمكن أن تسبب تأثيرًا أقل على المجتمع من المحركات التوربينية المروحية، نظرًا لسرعات دورانها المنخفضة. يجب أن يكون للداعمين المُجهزين ميزة على دعامات الدرع غير المجهزة للسبب نفسه.
في عام 2007، تم تعديل بروغريس دي -27 بنجاح لتلبية لوائح إدارة الطيران الفيدرالية الأمريكية (FAA) للمرحلة 4، والتي تتوافق مع معايير الفصل 4 لمنظمة الطيران المدني الدولي (ICAO) وتم تبنيها في عام 2006. توقعت دراسة تجارية أُجريت في عام 2012 أن الضوضاء الصادرة عن تقنية الدوار المفتوح الحالية ستكون 10-13 ديسيبل أهدأ من الحد الأقصى لمستوى الضوضاء الذي تسمح به لوائح المرحلة 4 ؛ تعد حدود الضوضاء الأحدث من المرحلة 5 (التي حلت محل لوائح المرحلة 4 للطائرات الأكبر حجمًا في 2018 وعكست معيار الضوضاء الصادر عن منظمة الطيران المدني الدولي في الفصل 14 الصادر في 2014) أكثر تقييدًا من متطلبات المرحلة 4 من خلال سبعة ديسيبلات ضوضاء مدركة فعالة فقط (EPNdB)، لذا لا ينبغي إعاقة تقنية البروبفان الحالية بمعايير المرحلة الخامسة. توقعت الدراسة أيضًا أنه في المستويات التكنولوجية الحالية، ستكون الدوارات المفتوحة أكثر كفاءة في استهلاك الوقود بنسبة 9٪، لكنها تظل أعلى بـ10-12 ديسيبل من المحركات المروحية. ومع ذلك، تؤكد سنيكما أن اختبارات الدوار المفتوح تُظهر أن محركاتها ذات المروحة المروحية سيكون لها نفس مستويات الضوضاء تقريبًا مثل محرك سي إف إم ليب المروحي، الذي دخل الخدمة في عام 2016.
يمكن تحقيق المزيد من التخفيضات من خلال إعادة تصميم هيكل الطائرة لحماية الضوضاء من الأرض. على سبيل المثال، قدرت دراسة أخرى أنه إذا تم استخدام محركات البروبفان لتشغيل طائرة ذات هيكل جناح هجين بدلاً من الطائرات التقليدية ذات الأنبوب والجناح، فيمكن تقليل مستويات الضوضاء بما يصل إلى 38 (EPNdB) مقارنة بمتطلبات الفصل 4 من منظمة الطيران المدني الدولي. في عام 2007، قدمت شركة الطيران البريطانية إيزي جيت مفهومها من طراز ecoJet، وهو عبارة عن طائرة ذات 150-250 مقعدًا مزودة بمحركات دوارة مفتوحة مثبتة على شكل حرف V متصلة بجسم الطائرة الخلفي ومحمية بواسطة ذيل على شكل حرف U. بدأت مناقشات مع إيرباص وبوينغ ورولز رويس لإنتاج الطائرة دون جدوى.

### حجم
تتطلب الطائرة ذات المحركين التي تحمل 100-150 راكبًا أقطارًا من 120 إلى 120–168 بوصة (300–430 سـم؛ 10.0–14.0 قدم؛ 3.0–4.3 م)، ومروحة بقطر 236 بوصة (600 سـم؛ 19.7 قدم؛ 6.0 م) سينتج نظريًا ما يقرب من 60,000 رطلق (270 كـن) من الدفع. تحقق هذه الأحجام نسب تجاوز عالية مرغوبة تزيد عن 30، لكنها تقارب ضعف قطر المحركات المروحية ذات القدرة المكافئة. لهذا السبب، عادةً ما تصمم هياكل الطائرات الذيل مع تكوين ذيل على شكل حرف T للأغراض الديناميكية الهوائية، وقد يتم توصيل المراوح بالجزء العلوي من جسم الطائرة الخلفي. بالنسبة للنموذج الأولي لرولز رويس آر بي3011، برج يبلغ حوالي 2.54 م (8.3 قدم؛ 2.54 م؛ 100 بوصة؛ 254 سـم) طويلة لتوصيل مركز كل محرك إلى جانب جسم الطائرة. إذا تم تثبيت المراوح على الأجنحة، فسيتم ربط الأجنحة بالطائرة بتكوين جناح مرتفع، مما يسمح بخلوص أرضي دون الحاجة إلى معدات هبوط طويلة بشكل مفرط. للحصول على نفس مقدار القوة أو الدفع الناتج، تتطلب المروحة غير الموصلة شفرات أقصر من مروحة البروبان المُجهزة، على الرغم من أن مشكلات التثبيت الإجمالية لا تزال سارية.

### تصنيف الإخراج
يتم تصنيف محركات Turboprops ومعظم المراوح من خلال مقدار القوة الحصانية (shp) التي تنتجها، على عكس المراوح التوربينية ونوع البروبفان (UDF)، والتي يتم تصنيفها حسب مقدار الدفع الذي تضعه. القاعدة الأساسية هي أنه عند مستوى سطح البحر باستخدام محرك ثابت، فإن 1 حصان (750 و) تعادل تقريبًا 2 رطلق (8.9 ن) الدفع، ولكن على ارتفاع رحلة بحرية، يتغير ذلك إلى حوالي 1 رطلق (4.4 ن) التوجه. هذا يعني اثنين 25,000 رطلق (110 كـن) يمكن استبدال المحركات من الناحية النظرية بزوج من 12,000–13,000 حصان (8,900–9,700 كـو) البروبفان أو مع اثنين 25,000 رطلق (110 كـن) دعامات (UDF).

## الطائرات ذات المروحيات
- أنتونوف أن-70
- أنتونوف أن -180
- ATRA-90
- بوينغ 7جيه7
- ماكدونيل دوغلاس إم دي-94إكس
- MPC-75
- ياكوفليف ياك-44
- ياكوفليف ياك-46

## روابط خارجية
- "Keith Henry archives collection: Prop-fan noise reduction and prop-fan propulsion research". NASA Cultural Resources (CRGIS). 3 فبراير 2016. مؤرشف من الأصل في 2022-07-26. اطلع عليه بتاريخ 2019-04-25.
- Aguilar, Hector; Haan, Leon de; Knuyt, Jerry; Nieuwendijk, Lisa (Dec 2017). "Propfan, an alternative for turbofan engines: Tackling the technical design characteristics of a propfan" (PDF). AviationFacts.eu (بالإنجليزية). Aviation Academy at the Amsterdam University of Applied Sciences (AUAS). Archived from the original (PDF) on 2018-10-09. Retrieved 2018-10-09.
- "Green sky thinking - carbon credits and the propfan comeback?". Flight International. 12 يونيو 2007. ISSN:0015-3710. مؤرشف من الأصل في 2007-06-21. اطلع عليه بتاريخ 2019-01-28.
- "A new 'open rotor' jet engine that could reduce fuel consumption". The Green Optimistic. 27 أكتوبر 2008. مؤرشف من الأصل في 2018-12-17. اطلع عليه بتاريخ 2019-01-28.
- Norris، Guy (25 يونيو 2021). "Evolutionary Trail Of The Open-Fan Engine". aviationweek.com. مؤرشف من الأصل في 2022-07-26. اطلع عليه بتاريخ 2021-06-28.